# Шишмареф (Аљаска)
Шишмареф  (енгл. Shishmaref) град је у америчкој држави Аљаска.

## Демографија
По попису из 2010. године број становника је 563, што је 1 (0,2%) становника више него 2000. године.
| Група             | 2000.     | 2010.     |
| Белци             | 30 (5,3%) | 20 (3,6%) |
| Афроамериканци    | 0 (0,0%)  | 0 (0,0%)  |
| Азијати           | 0 (0,0%)  | 2 (0,4%)  |
| Хиспаноамериканци | 3 (0,5%)  | 1 (0,2%)  |
| Укупно            | 562       | 563       |